# Luis Flores Abarca
Luis Reinaldo Flores Abarca (Santiago, Chile, 3 de mayo de 1982) es un exfutbolista chileno que jugaba de delantero y su último club fue Club Deportivo Ñublense.

## Carrera
Se formó en Palestino, y ha jugado en equipos como Palestino, Magallanes, Curicó Unido, O'Higgins, Everton de Viña del Mar, Petroleros de Salamanca (México), Antofagasta
Actualmente se desempeña como Director Técnico y entrenador de las series inferiores de Ñublense categorías sub-13 y sub-14.

## Ñublense
Fichó en Ñublense a principios de 2007, vistiendo la camiseta número 9. Fue titular durante todo el año, convirtiendo goles y ganándose el cariño de la hinchada ñublensina, haciendo una dupla goleadora con Manuel Villalobos. Ha anotado 20 goles por Ñublense (7 Apertura 2007, 2 Clausura 2007, 10 Apertura 2008, 1 Clausura 2008).
El 20 de abril de 2009, sufrió un infarto que lo mantuvo alejado de las canchas por varios meses, en agosto del mismo año, tras ser dado de alta por los médicos, se reintegra a las prácticas de su equipo (Ñublense). En 2010 retorna renovado y es el máximo artillero del club y figura relevante. El año 2011, debido a su afección cardiaca, decide retirarse del fútbol profesional de forma definitiva, recibiendo el 17 de diciembre de 2011 una despedida en el Estadio Bicentenario Municipal Nelson Oyarzún de Chillán, junto a conocidos futbolistas, familiares e hinchas, consagrándose como el máximo goleador del club, con 32 anotaciones. En el mes de septiembre de 2012 logra algo importante no sólo para él sino también como precedente para otros exfutbolista al otorgársele una pensión de invalidez, reconociéndose que la afección cardiaca que lo alejó del fútbol es un accidente laboral a nivel del deporte de balompié profesional.
En agosto de 2015, con 33 años, Luis Flores Abarca vuelve a Ñublense después de un largo tiempo retirado del fútbol.

## Selección nacional
Vistió la camiseta de las selecciones menores Sub-17 y Sub-20. Sus buenas actuaciones, en 2007 lo llevan a ser llamado por Nelson Acosta a un amistoso de la Selección Nacional, frente a Cuba.

### Partidos internacionales
| Partidos internacionales | Partidos internacionales | Partidos internacionales                    | Partidos internacionales | Partidos internacionales | Partidos internacionales | Partidos internacionales | Partidos internacionales | Partidos internacionales | Partidos internacionales |
| N.º                      | Fecha                    | Estadio                                     | Local                    | Resultado                | Visitante                | Goles                    | DT                       | Competición              |                          |
| ------------------------ | ------------------------ | ------------------------------------------- | ------------------------ | ------------------------ | ------------------------ | ------------------------ | ------------------------ | ------------------------ | ------------------------ |
| 1                        | 9 de mayo de 2007        | Estadio Rubén Marcos Peralta, Osorno, Chile | Chile                    | 3-0                      | Cuba                     | Anotado                  | Nelson Acosta            | Amistoso                 |                          |
| 2                        | 16 de mayo de 2007       | Estadio Germán Becker, Temuco, Chile        | Chile                    | 2-0                      | Cuba                     |                          | Nelson Acosta            | Amistoso                 |                          |
| Total                    | Total                    | Total                                       | Presencias               | 2                        | Goles                    | 1                        |                          |                          |                          |

| Selección chilena | Selección chilena | Selección chilena |
| Año               | Partidos          | Goles             |
| ----------------- | ----------------- | ----------------- |
| 2007              | 2                 | 1                 |
| Total             | 2                 | 1                 |

## Clubes
| Club                    | País   | Año       |
| ----------------------- | ------ | --------- |
| Palestino               | Chile  | 1997-2001 |
| Magallanes              | Chile  | 2002      |
| Curicó Unido            | Chile  | 2003      |
| Everton                 | Chile  | 2004      |
| Petroleros de Salamanca | México | 2004      |
| O'Higgins               | Chile  | 2005-2006 |
| Deportes Antofagasta    | Chile  | 2006      |
| Ñublense                | Chile  | 2007-2011 |
| Ñublense                | Chile  | 2016-2017 |